# Cixius ripariusi
Cixius ripariusi är en insektsart som beskrevs av Mitjaev 1990. Cixius ripariusi ingår i släktet Cixius och familjen kilstritar. Inga underarter finns listade i Catalogue of Life.